# 神戸国際フルートコンクール
神戸国際フルートコンクール（こうべこくさいフルートコンクール）は、兵庫県神戸市で開催されているフルート奏者（フルーティスト）のコンクール。
世界三大フルートコンクールのひとつとされる。

## 概要
世界の有望な若きフルーティストを世界の楽壇に飛翔させることを願い、1985年ユニバーシアード神戸大会を契機に始まった。フルート単独の定期的国際コンクールでは世界唯一で、4年に一度開催される。
入賞者はエマニュエル・パユ、エミリー・バイノンをはじめ、今や世界のフルート界の主流を成しており、世界への登竜門として高い評価がある。
2015年、神戸市は財政健全化に向けての事業見直しの一環であるとして、同コンクールへの補助金の支出を打ち切ることを決め、同コンクールは存続の危機に立たされていたが、2021年に第10回が開催された。

## 大会役員概要
- 大会会長：神戸市長
- 会場：神戸文化ホール中ホール

## 入賞者
- 1985年（第1回）
  - 第1位 アリフェ＝グルセン・タトゥ（トルコ、現在ドイツ・トロッシンゲン音楽大学教授）
  - 第2位 佐久間由美子（日本、現在国立音楽大学客員教授）
  - 第3位 ヴィセンス・プラット＝パリース（スペイン、現在パリ管弦楽団首席奏者）
- 1989年（第2回） - 第1位2名
  - 第1位 ペトリ・アランコ（フィンランド、現在フィンランド放送交響楽団首席奏者）
  - 第1位 エマニュエル・パユ（フランス、現在ベルリン・フィルハーモニー管弦楽団首席奏者）
  - 第3位 イレン・モーレ（ハンガリー、現在ハンガリー国立交響楽団）
- 1993年（第3回） - 第1位なし
  - 第2位 アンドレア・リーバークネヒト（ドイツ、現在ハノーファー音楽大学教授）
  - 第2位 エイミー・ポーター（アメリカ、現在ミシガン大学準教授）
  - 第3位 エミリー・バイノン（イギリス、現在ロイヤル・コンセルトヘボウ管弦楽団首席奏者）
- 1997年（第4回）
  - 第1位 ケルステン・マッコール（ドイツ、現在ロイヤル・コンセルトヘボウ管弦楽団首席奏者）
  - 第2位 マテュー・デュフォー（フランス、現在ソリスト、前ベルリン・フィルハーモニー管弦楽団首席奏者）
  - 第3位 ヘンリック・ヴィーゼ（ドイツ、現在バイエルン放送交響楽団首席奏者）
- 2001年（第5回）
  - 第1位 サラ・ルヴィオン（フランス、現在フランクフルト歌劇場管弦楽団首席奏者）
  - 第2位 サビーヌ・モレル（フランス、現在チューリッヒ・トーンハレ管弦楽団首席奏者）
  - 第3位 シュレシュ・ドーラ（ハンガリー、現在デンマーク放送シンフォニエッタ首席奏者）
- 2005年（第6回） - 第1位2名、第3位2名
  - 第1位 小山裕幾（日本、現在フィンランド放送交響楽団首席奏者）
  - 第1位 アンドレア・オリヴァ（イタリア、現在サンタ・チェチーリア国立アカデミー管弦楽団首席奏者）
  - 第3位 高木綾子（日本、現在東京芸術大学・武蔵野音楽大学講師）
  - 第3位 サラ・ルメール（スイス、現在スイス・ロマンド管弦楽団首席奏者）
- 2009年（第7回）
  - 第1位	ダニエラ・コッホ（オーストリア、現在バンベルク交響楽団首席奏者）
  - 第2位	ロイク・シュネイデル（フランス）
  - 第3位	デニス・ブリアコフ（ロシア、現在ロサンジェルス・フィルハーモニック首席奏者）
- 2013年（第8回）- 第1位2名、第3位2名
  - 第1位	マチルド・カルデリーニ（フランス、現在フランス放送フィルハーモニー管弦楽団首席奏者）
  - 第1位	セバスチャン・ジャコー（スイス、現在ベルリン・フィルハーモニー管弦楽団首席奏者）
  - 第3位 竹山愛（日本、現在東京シティ・フィルハーモニック管弦楽団首席奏者）
  - 第3位	アドリアナ・フェレイラ（ポルトガル、現在サンタ・チェチーリア国立アカデミー管弦楽団首席奏者）

- 2017年（第9回）- 第1位2名、第3位3名
  - 第1位	エレーヌ・ブレグ（フランス、現在南西ドイツ放送交響楽団首席奏者）
  - 第1位	ユ・ユアン（中国）
  - 第3位	ハン・ヨジン（韓国）
  - 第3位	アンナ・コンドラシナ（ロシア）
  - 第3位	マリアンナ・ゾォナック（ポーランド）
- 2021年・2022年（第10回）- 第1位2名、第3位2名
  - 第1位	ラファエル・アドベス・バヨグ（スペイン）
  - 第1位	マリオ・ブルーノ（イタリア、現在カッセル州立歌劇場管弦楽団首席奏者）
  - 第3位	マリアンナ・ユリア・ジョウナッチェ（ポーランド）
  - 第3位	石井希衣（日本）